# Poradenská psychologie
Poradenská psychologie je jednou z aplikovaných disciplín psychologie. Za cíl má poskytování konzultací např. v oblasti školního, výchovného, profesionálního, předmanželského a manželského poradenství. Rozdílný přístup ve srovnání s klinickou psychologií či psychoterapií spočívá právě v konzultační povaze práce s klienty, ačkoli např. využívání psychodiagnostických metod rovněž není vyloučeno.